# Penetrazione (laringe)
La penetrazione è l'ingresso del bolo in laringe durante la deglutizione, senza che esso venga aspirato, cioè senza che superi la rima glottica.

## Epidemiologia
La sola penetrazione del mezzo di contrasto nel vestibolo laringeo è un riscontro parafisiologico alla videofluoroscopia con una prevalenza di circa il 16% nella popolazione generale con età superiore ai 50 anni.

## Trattamento
Tuttavia la risoluzione della penetrazione può essere consigliata ai pazienti a elevato rischio di aspirazione e può essere ottenuta mediante un colpo di tosse o con il raclage sostenuto dopo la deglutizione.